# Puerta del Reloj (Cartagena)
A Puerta del Reloj é a principal porta da cidade do centro histórico de Cartagena das Índias, na Colômbia e a entrada original da cidade fortificada. Ele está situado entre as praças Plaza de Independencia e Plaza de los Coches. O nome "Puerta del Reloj" corresponde ao relógio com que foi coroado no início do século XVIII. Já o nome de Boca del Puente se deve ao fato de que durante o período colonial, uma ponte levadiça foi erguida ao pé do canal de San Anastasio, que ligava a cidade murada ao lendário bairro Getsemaní. Ademais a ponte servia como defesa da cidade, já que em caso de ataque inimigo, esta era erguida para impedir o acesso de bucaneiros e piratas.

## História
A partir de 1704, Herrara empreendeu a reforma da "Puerta del Puente" de 1631, que dava para uma ponte de madeira datada de 1540. Este era um viaduto de madeira que passava sobre o Cano de San Anastasio, um riacho de água do mar que separa a ilha de Getsemaní da ilha de Calamarí.